# 涼雅
涼雅（すずか、2003年〈平成15年〉9月24日 - ）は、日本のモデル、レースクイーン、女優。大分県出身。株式会社サイン所属。

## 経歴
活動開始当初は本名の「宿利涼雅」（しゅくり すずか）名義でA-Lightに所属し、タレント・女優活動を行っていたが、2020年6月末で退所。同年9月よりサインに移籍。
その後、名字を外した「涼雅」名義に改名し、2022年4月1日よりグッドスマイルレーシングの「レーシングミクサポーターズ」の一員としてレースクイーン活動を開始。この年のミクサポは前年（2021年）12月25日の体制発表で宮越愛恵から美桜に、青山明日香から相沢菜月にそれぞれ交代したが、月愛きららの後任となるメンバーの発表が遅れる結果となった。九州地方出身のミクサポメンバーは2019年在籍のらいな（長崎県出身）以来3年ぶりとなる。
2022年7月24日、「日本レースクイーン大賞2022」新人部門でクリッカー賞を受賞。同年11月には『週刊プレイボーイ』49・50合併号（集英社）で単独グラビアを飾った。翌2023年も引き続きミクサポメンバーを務める。
2024年1月14日、レースクイーンを卒業。
2025年6月1日、ジャストプロに移籍して「花村すいひ」名義に改名した。

## 人物
- 愛称は「すーたろ」。
- 趣味：香水集め、UFOキャッチャー、メイク、食べること、釣り
- 特技：ダンス、ピアノ、バスケ、ものまね[5]
- 憧れの女優は川栄李奈[6]。

## 出演

### 舞台
- ナシカ座第4回公演「メイドのみやげ」（2019年4月9日 - 14日、甘楽館Show劇場）
- ナシカ座番外公演「ワラゲキ2」（2019年7月8日 - 11日、甘楽館Show劇場）
- 放課後戦記2022（2022年11月29日 - 12月4日、池袋シアターミクサ） - 憑対弓立役（Team Pink）[注 1]
- ×純文学少女歌劇団 File No.0002「パラノイドには騙されない」（2024年6月21日 - 26日、Theater Mixa）[11] - 虹巻ドロシー 役

### 雑誌
- 週刊プレイボーイ（集英社）2022年49・50合併号グラビア[6]